# Operación Járkov
La Operación Járkov fue una operación militar ofensiva organizada por las FFAASR (una aglomeración de formaciones de la Guardia Blanca) en junio de 1919 para tomar la estratégica ciudad industrial de Járkov.
La ciudad fue tomada el 25 de junio, permitiendo al Ejército Blanco continuar con una ofensiva hacia el norte, acercándose a Moscú y San Petersburgo.

## Antecedentes
A fines de 1917, los nacionalistas ucranianos declararon su independencia de Rusia; sin embargo, en 1918 los soviéticos declararon una así llamada República Popular Ucraniana de los Sóviets con capital en Járkov.  El tratado de Brest-Litovsk de principios de 1918 afirmó la independencia de los nacionalistas.  Empero a principios de 1919 los socialistas soviéticos invadieron, y Kiev independiente y nacionalista cayó el 5 de febrero de 1919.

## Preparación
Varios levantamientos generalizados de campesinos y cosacos desorganizaron la retaguardia del Ejército Rojo. El levantamiento de GrigorivskÍ, en la zona de los estuarios del óblast de Odesa, condujo a una crisis político-militar generalizada en la RSS de Ucrania en mayo de 1919, se generalizó especialmente tras el posterior levantamiento de Vióshenskaya, cerca del río Don por los defensores de la recién desaparecida República del Don y los escépticos a integrar el ejército del Don en el ejército Rojo. El Ejército Rojo ruso envío numerosas fuerzas para reprimirles. Por una serie de condiciones favorables y un mejor conocimiento del terreno, las fuerzas campesinas lograron repeles al ejército de supresión. La táctica del régimen bolchevique colocó en un buen lugar a las FFAASR para ganarse la simpatía local. A primeros de junio, estos reunieron y unificaron las fuerzas para preparar el avance contra Járkov.

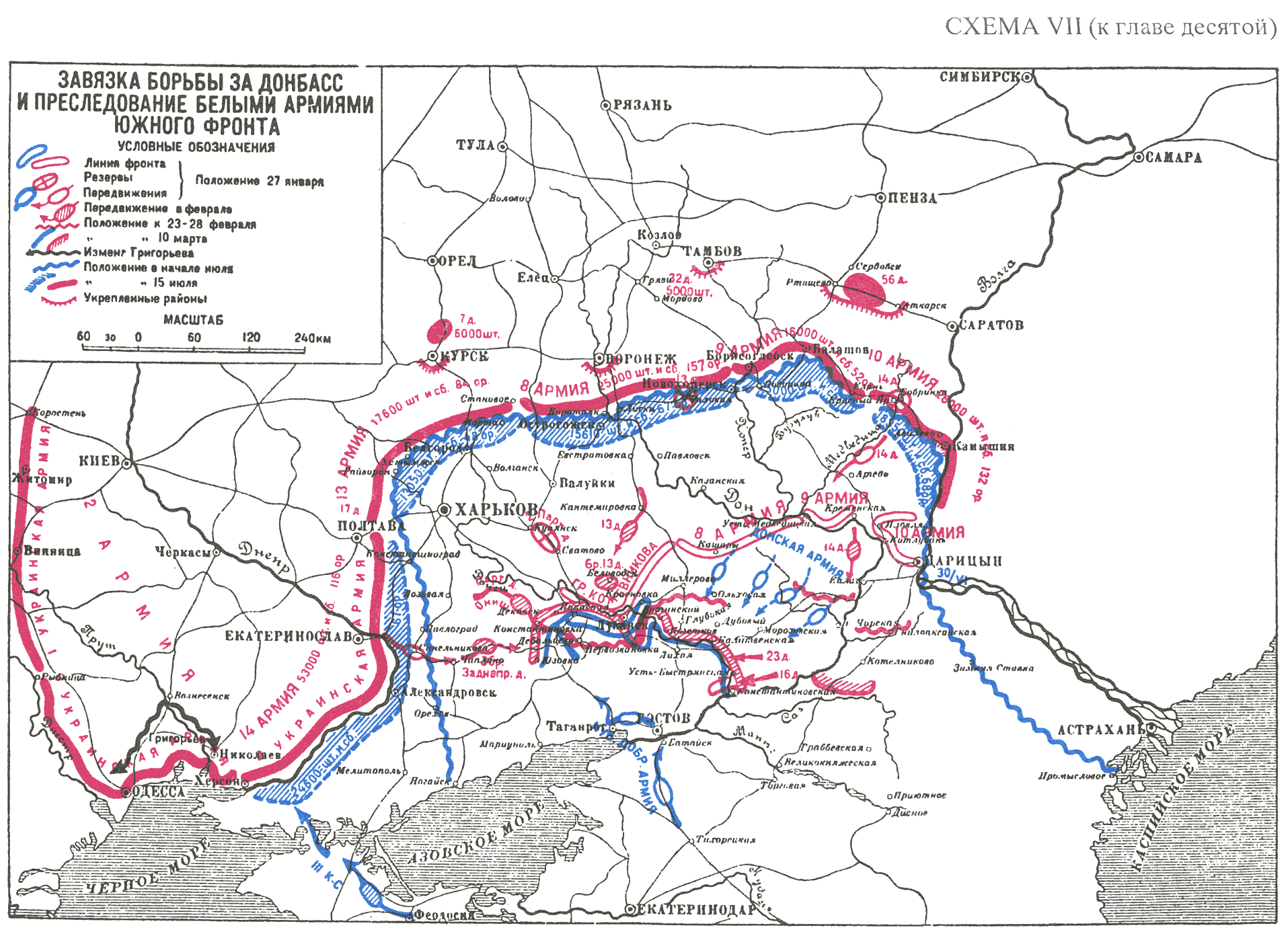
Ofensiva de las FFAASR en la 1.ª mitad de 1919.

## Captura de Járkov

### Preparando el asalto
Para la segunda quincena de junio de 1919, las principales fuerzas del Ejército de Voluntarios (la mayoría fuerzas del 1.er Ejército y del 3.er Cuerpo de Caballería de Kubán - 6 divisiones de infantería y caballería) al mando del General Vladímir Mai-Mayevski que avanzó hacia Járkov, que estaba controlado por el Ejército Rojo, y comenzó a prepararse para el asalto. La principal ofensiva sobre la ciudad fue desarrollada por las fuerzas del 1.er Cuerpo de Ejército del General Kutepova desde el sur y sureste.
El 20 de junio, Vovchansk, Chuguyev, Zmiev y Lozova comenzaron un ataque concentrado en Járkov.

### Asalto

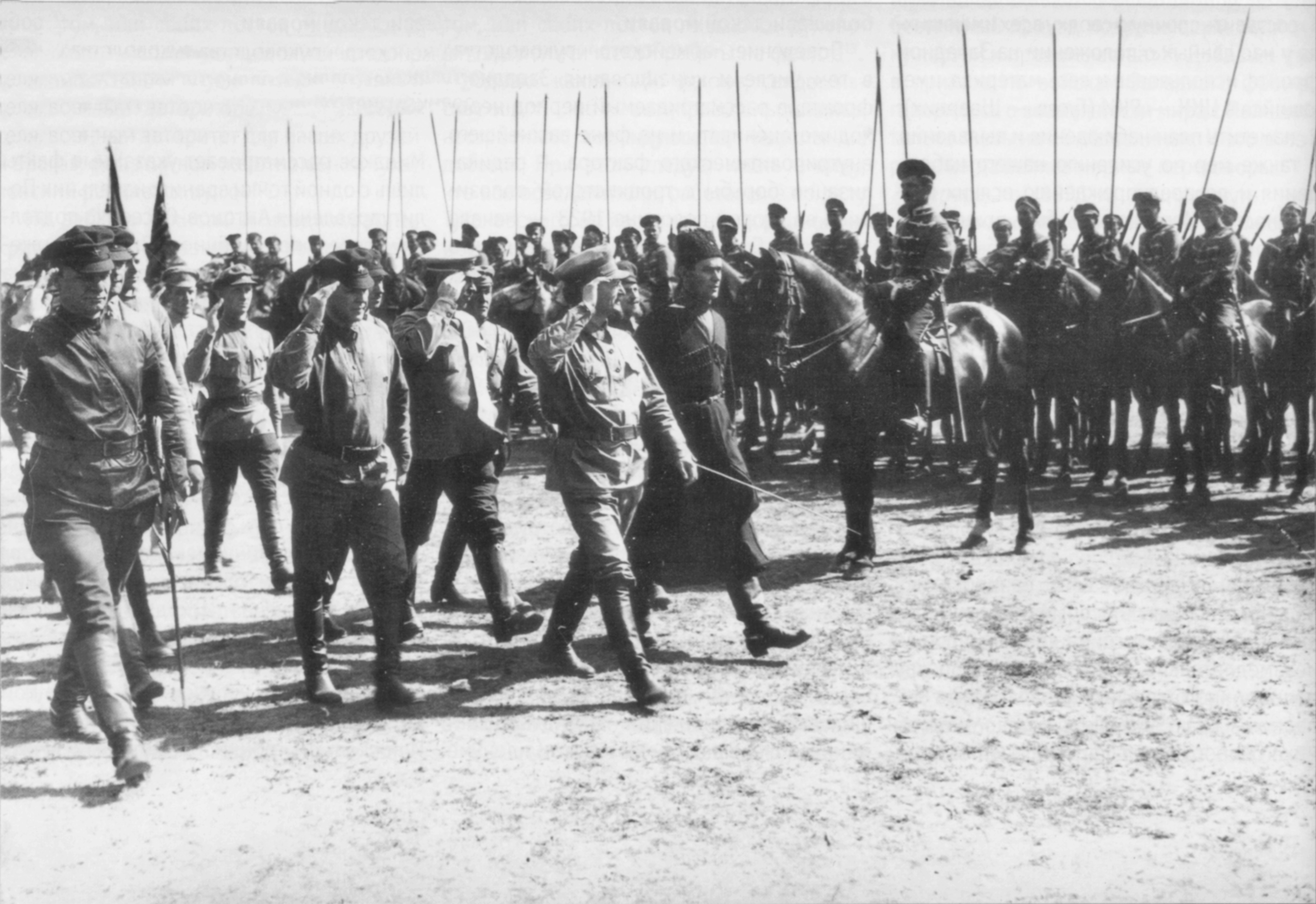
León Trotski pasa revista a las tropas en Járkov (antes de su captura por los blancos) hacia mayo o junio de 1919. En el extremo izquierdo el futuro comandante bolchevique y mariscal de la URSS Aleksandr Yegórov.

El 20 de junio, en las afueras de la ciudad, estallaron combates cerca de la estación de tren de Loseve, y luego en el área de la planta de locomotoras (ahora la planta. Malisheva). Al mismo tiempo, las fuerzas bolcheviques ocuparon y fortificaron la estación ferroviaria de Osnova, donde rechazaron múltiples ataques de las fuerzas blancas. El regimiento de infantería combinado del Ejército de Voluntarios sufrió grandes pérdidas en estos compases iniciales.
Las unidades del regimiento «Drozdov» del 1.er Cuerpo de Ejército bajo el mando del Coronel Antón jugaron un papel decisivo en el avance contra la defensa de Járkov. El coronel Turkula, desplegado a Járkov gracias al ferrocarril desde los distritos de Izium y Balakliya. Después de desembarcar de los vagones unos pocos kilómetros hasta la gran estación central de Osnova el 23 de junio de 1919, el «Drozdov» atacó las posiciones de los rojos en la estación en la mañana del 24 de junio, los abrumaron y persiguieron por el ferrocarril en retirada hasta Levada, donde se encontraba la central eléctrica de Járkov. Después de cruzar el puente, los soldados de la Guardia Blanca ingresaron a la parte vieja de la ciudad por la calle Kovalskaya.

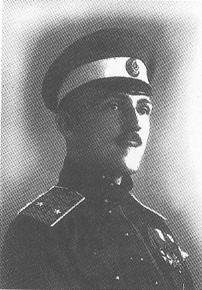
Antón Turkula.

La resistencia más feroz al enemigo se hizo en las calles centrales de la ciudad por el vehículo blindado de los rojos «Camarada Artem» (dirigido por el comandante Stankevich). El vehículo blindado fue atacado con granadas y finalmente capturado por los blancos.
A las 9 de la mañana el centro de la ciudad ya estaba ocupado por tropas del Ejército de Voluntarios. Su mayor avance se vio obstaculizado por la resistencia de los bolcheviques, que se asentaron en la Montaña Fría e instalaron baterías y ametralladoras ocultas. Después de un breve tiroteo, los voluntarios silenciaron las baterías del Ejército Rojo con fuego de cañón y, paso a paso, bajo el fuego de ametralladoras y rifles, limpiaron la montaña de las últimas tropas bolcheviques. Los restos del Ejército Rojo se retiraron a lo largo de la autopista Grigorievski, ya que todas las vías del tren fueron cortadas por la mañana. Por la misma razón, los últimos comisarios en Járkov abandonaron la ciudad en automóvil.

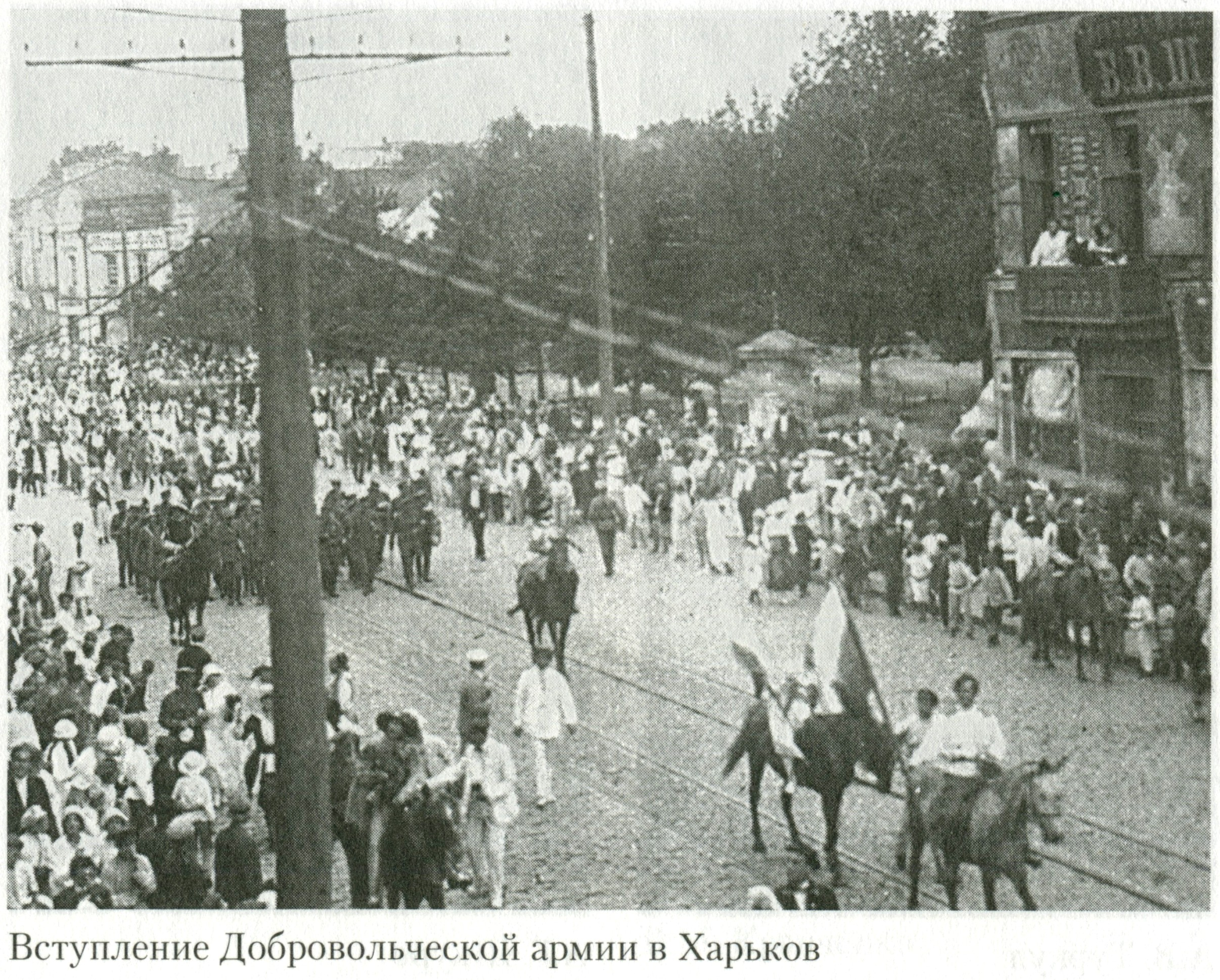
Entrada del Ejército de Voluntarios en Járkov el 25 de junio de 1919.

Las principales fuerzas del Ejército de Voluntarios entraron en la ciudad la mañana del 25 de junio de 1919, por un camino abierto por zarzales y desembarcaron en la Estación Sur, combatiendo en la vía tras una breve escaramuza con los trenes blindados del Ejército Rojo aún en la estación. Luego, las tropas marcharon hacia el centro de la ciudad por la calle Katerinoslavska. A la cabeza de las tropas estaba el comandante superior del «Drozdov», el general Vitkovsky.
El 25 de junio el capitán Parkhomenko, tomó el mando de lo que quedaba de la guarnición del Ejército Rojo, con un destacamento selecto de comunistas, cadetes y marineros de Járkov se fortificó en el área de la estación de la ciudad. Sin el apoyo de otras tropas que se retiraron de Járkov, su destacamento abandonó la ciudad en la mañana del 26 de junio, rompiendo el cerco.
La incursión de la División Térek jugó un papel importante en la captura de la ciudad por los blancos. La gran movilidad de los cosacos del Térek hizo que las fuerzas iniciales de los rojos se viese obligados a tener que desplazar continuamente a sus efectivos, no pudiendo fortificar varias posiciones en la ciudad, esto acabó en la captura de Kupiansk el 15 de junio de 1919 y luego, sin pasar directamente por Járkov desde el norte y el noroeste, separó a las fuerzas bolcheviques de la ciudad de los posibles refuerzos de las vecinas Vorózhba y Briansk. También destruyó varias columnas de bolchevique, refuerzos, e incluso capturó a un nutrido grupo de comisarios. La división llegó a la autopista Bélgorod cerca del moderno Parque del Bosque el 21 de junio e intento atacar sorpresivamente Járkov desde el norte. Sin embargo, la presencia de vehículos blindados de los rojos le obligó a retirarse nuevamente al norte, perdiendo algunas piezas de artillería de su convoy.

### Resultados
Como resultado de la captura de Járkov, el Ejército de Voluntarios destruyó un fuerte nodo de resistencia de los Rojos (al que le habían llegado a apodar como el «Verdún Rojo» de Voroshilov por su inaccesibilidad) en el camino hasta Moscú; se capturó numeroso material bélico: vehículos blindados, trenes blindados, ametralladoras, municiones de varias clases y el dominio de una zona industrial clave.
Por ello, la captura por las FFAASR de la ciudad no solo supuso un movimiento estratégico importante, sino también la reposición de sus propios recursos y la oportunidad de aumentar su potencial de producción gracias al nodo industrial de Járkov. El 3 de julio Denikin publicará su «directiva de Moscú» y comenzará la Campaña de Moscú.

## Fotografías

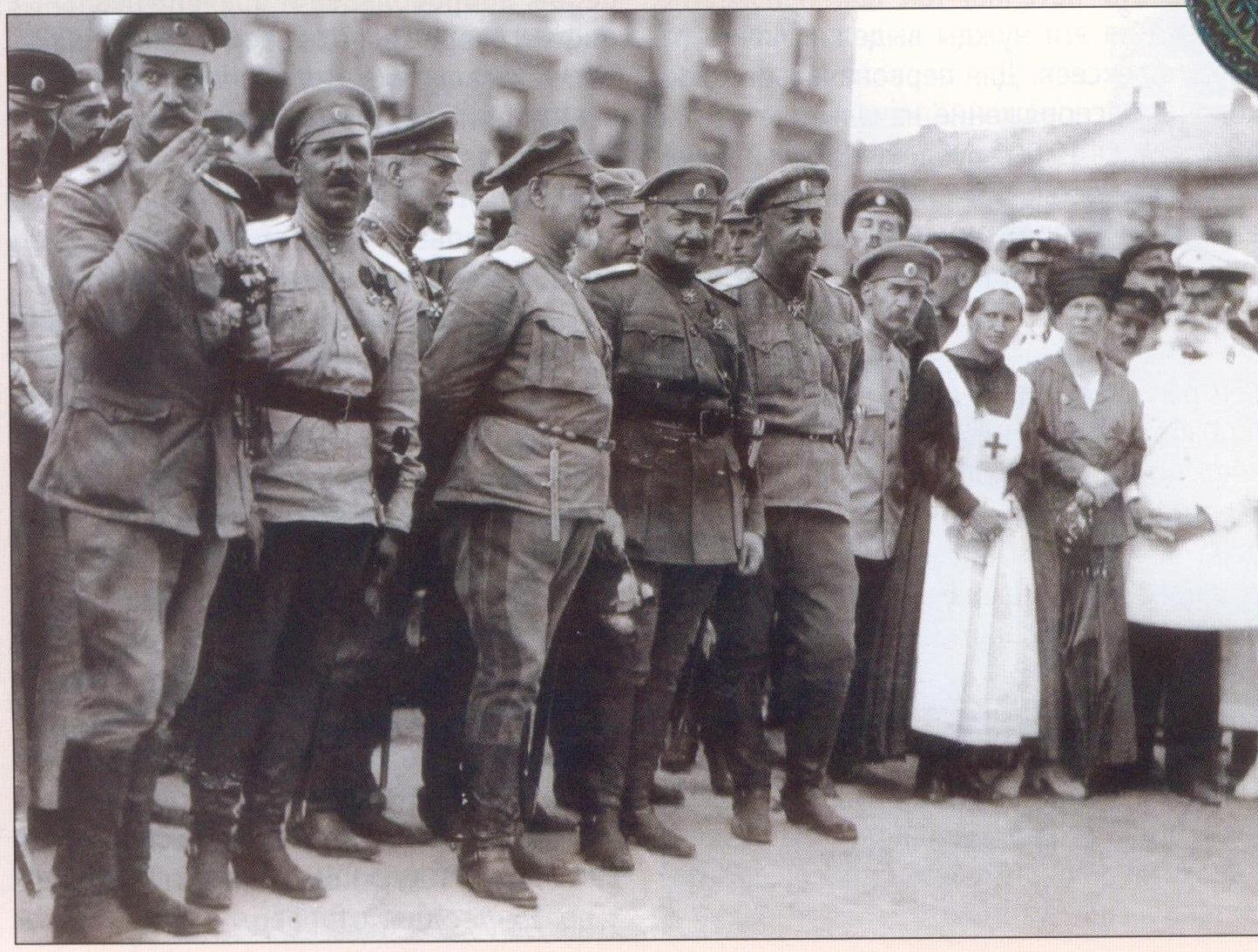
Desfile en Járkov. Lo preside el general Denikin.
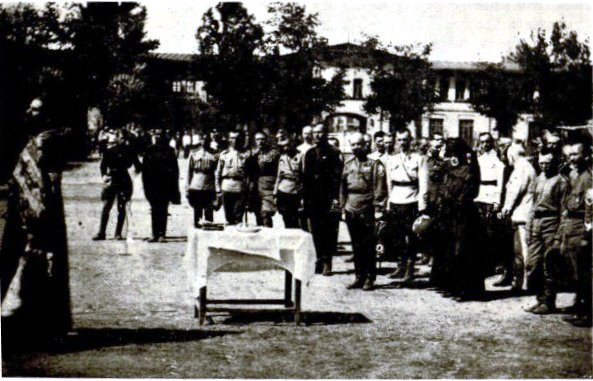
El general Kutépov en una misa previa antes de enviar al 3er Regimiento de Choque «Kornilov» (ya acuartelados en Járkov) al frente. 31 de agosto de 1919.
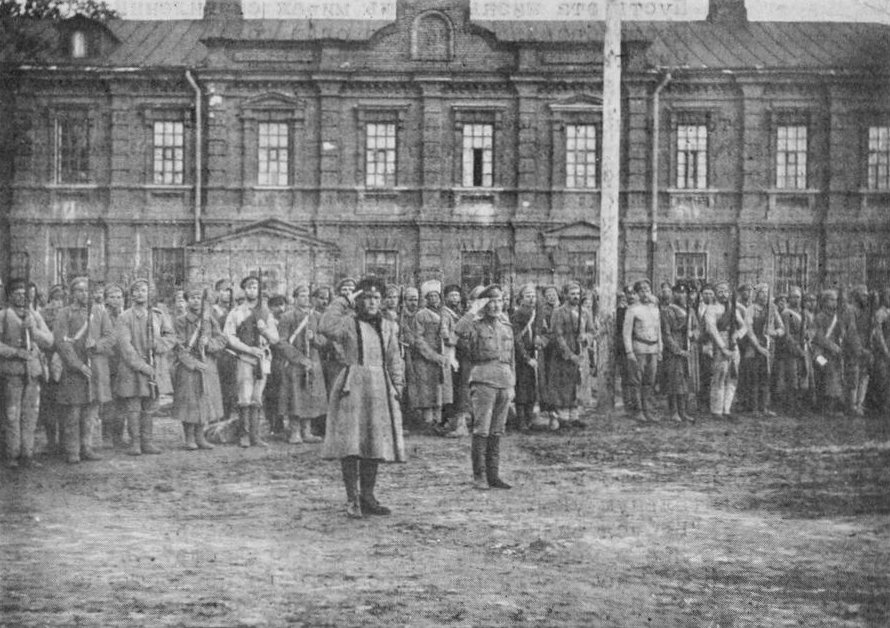
Batallón de reserva del 3er Regimiento de Choque «Kornilov», en Járkov, otoño de 1919.